# 王亮 (1975年)
王亮（1975年11月—），男，中华人民共和国外交官，现任中华人民共和国驻多民族玻利维亚国特命全权大使。

## 生平
王亮1997年毕业于上海外国语大学西语系。2015年3月，任中国驻阿根廷大使馆政务参赞，后升任公使衔参赞。2019年，任外交部拉丁美洲和加勒比司公使衔参赞、综合处处长。2021年，升任外交部拉丁美洲和加勒比司副司长。2024年1月，出任中华人民共和国驻玻利维亚大使。